# 毛國棟 (嵩原親方)
毛國棟（1756年1月31日（乾隆二十一年正月初一）—1811年6月28日（嘉慶十六年辛未五月八日）），和名嵩原親方安執，琉球國第二尚氏王朝政治家、三司官。毛氏美里殿內第十一世。
毛國棟是嵩原親方安春的長子。他在乾隆五十二年（1787年）被授予美里間切田里地頭職，稱田里親雲上安執。乾隆五十七年（1792年），他以紫巾官的身份，與正議大夫毛廷柱（兼本親雲上）等人一起前往清朝朝貢。同年，繼承父親的美里間切總地頭職，稱美里親方安執。
嘉慶三年戊午十月初七日（1798年11月14日），毛國棟就任三司官。嘉慶五年（1800年），尚溫王賜給他紫地浮織冠。
嘉慶七年（1802年），為稟報謝恩使回國之事，尚溫王派王舅毛國棟、都通事鄭國鼎（宇地原里之子親雲上）出使薩摩藩。七月十六日到薩摩藩，十一月十九日回國。十一月三十日，獲賜他青地五色浮織冠。嘉慶十三年戊辰八月初一日，尚灝王賜給他紫地五色浮織冠。嘉慶十六年辛未五月八日卒。